# Peu diabètic

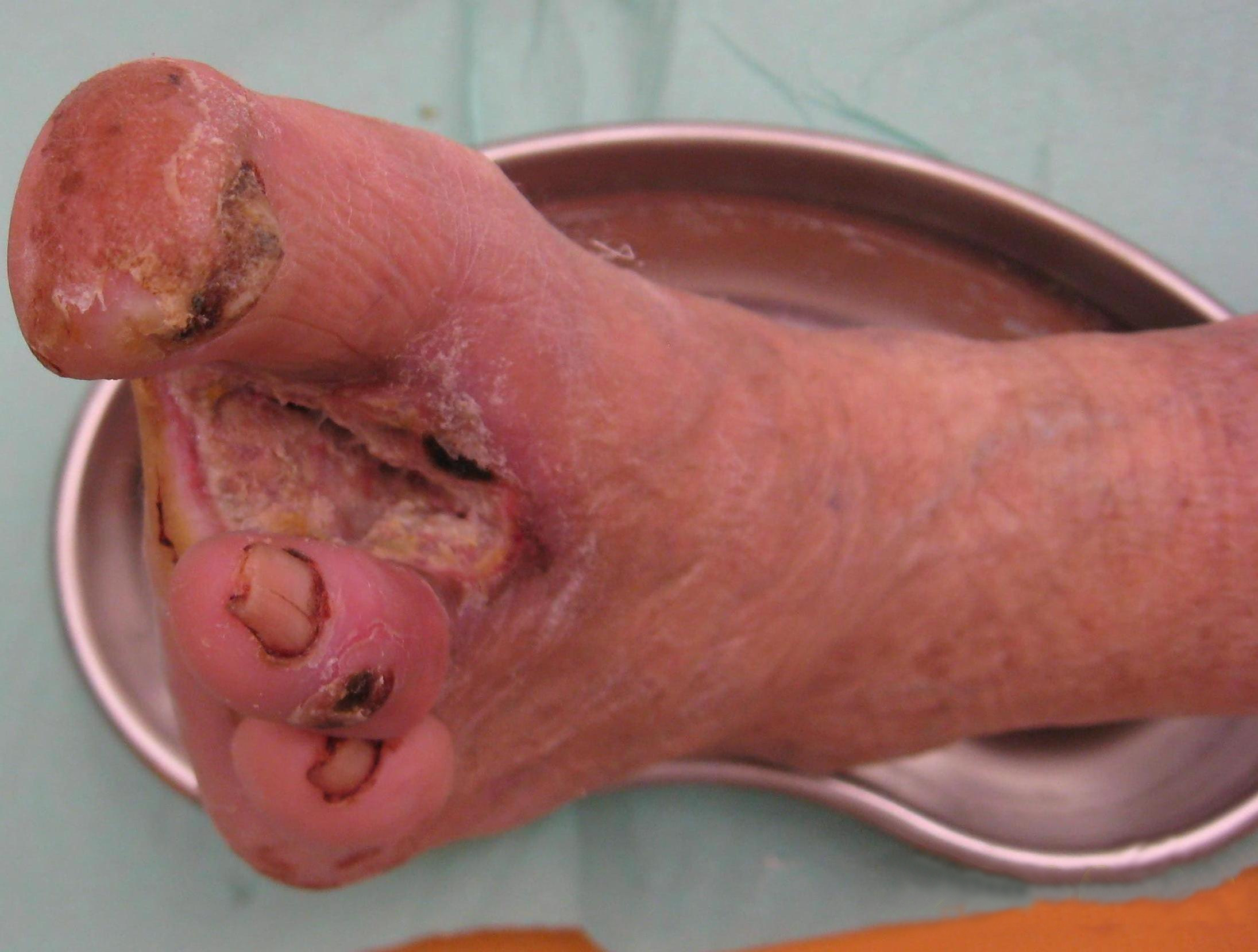
Peu diabètic que ja ha sofert la amputació de dos dits i resta amb una úlcera

El peu diabètic o síndrome del peu diabètic es refereix a la presència d'infecció, ulceració o destrucció (necrosi) dels teixits del peu associada amb
neuropatia perifèrica i/o malaltia arterial perifèrica de les extremitats inferiors de les persones amb diabetis mellitus.
A causa de la neuropatia perifèrica associada amb la diabetis (neuropatia diabètica), els pacients tenen una disminució de la capacitat de sentir dolor. Això pot comportar que el pacient no detecti lesions menors durant temps, i així desenvolupi una úlcera. Research estima que la incidència d'úlceres del peu diabètic, durant la vida, en la població diabètica és del voltant del 15% i pot arribar a ser tan alta com 25%.
En la diabetis, la disfunció del nervi perifèric es pot combinar amb malaltia arterial perifèrica (MAP) que provoca mala circulació sanguínia en les extremitats (angiopatia diabètica) i osteomielitis (en especial als dits dels peus) per extensió de les lesions infeccioses a parts toves. Al voltant de la meitat dels pacients amb una úlcera del peu diabètic presenten també una MAP.
El peu diabètic pot presentar també una neuroartropatia concomitant (artropatia de Charcot). Aquesta afecció destrueix ossos i articulacions, deforma greument el peu i és tributària moltes vegades d'artrodesis reconstructives en el cas que l'ús de fèrules especials no sigui efectiu (anomenades en anglès Charcot Restraint Orthotic Walker).
Les úlceres del peu diabètic tenen una evolució tòrpida i necessiten tractaments llargs que alteren la qualitat de vida tan del pacient com de la seva família, ja que requereixen controls i cures freqüents. Quan les ferides triguen molt temps a curar, la infecció pot dur a la necessitat d'una amputació. La infecció del peu és la causa més comuna d'amputació no traumàtica en persones amb diabetis. En casos d'osteomielitis sense necrosi de parts toves, una correcta antibioticoteràpia pot ser tan eficaç com el tractament quirúrgic.

## Factors de risc
Es considera un peu amb risc quan tot i no tenir una úlcera al peu activa, presenta una neuropatia perifèrica (amb la presència de deformitat en els peu o sense) o una malaltia arterial perifèrica, o antecedents d'anteriors úlceres del peu o d'una amputació (distal o transmetatarsiana) dels dits d'aquesta extremitat.
Per valorar de forma objectiva i precoç l'estat del peu diabètic, quantificant el seu grau de deteriorament, s'ha proposat l'ús de la imatgeria de raigs T.